# 鄭克壆
鄭克壆（？—？），清初人物，本名鄭晉，字實庵，號晦堂。明鄭宗室，為延平王鄭經三子，封恭謹侯

## 生平
鄭克壆是明鄭宗室，為延平王鄭經三子，封恭謹侯
1683年，施琅攻臺，明鄭王朝滅亡，鄭克壆隨兄長鄭克塽遷北京，被清廷編入漢軍八旗正黃旗，授四品職。
1699年，清聖祖命其將鄭成功夫婦及鄭經夫婦等人的陵墓，遷葬故鄉泉州南安康店鄉，鄭克壆自北京回鄉輔助，事畢返回北京。

## 外部連結
- 臺灣記憶 - 鄭克壆 （页面存档备份，存于）